# Haukr Erlendsson
Haukr Erlendsson (1265? – 3 de junio de 1334) fue un escritor y erudito de Ferjubakki, Borg á Mýrum, Mýrasýsla, Islandia, autor del Hauksbók. Era miembro del clan familiar de los Vallverjar.
En 1294, se ordena como jurista de Islandia y en 1301 se desplazó a Noruega, donde según una carta fechada en 1311, se le nominaba abogado y caballero del Gulating, posición que mantuvo hasta 1322.
Haukr fue un hombre muy culto y de impecable gusto literario que fue testimonio y protagonista de la edad de oro de las sagas nórdicas y que deliberadamente modificó y amplió sus versiones, conforme su concepto de lo que debería ser ese tipo de obras. Tuvo un especial interés en la saga de Erik el Rojo, pues como descendiente de Thorfinn Karlsefni, le interesaba insertar información adicional sobre la genealogía de los personajes principales (cap. VII y XIV) y alteraciones para magnificar la gloria de su antepasado.